# St. Stephanus (Schmelz)

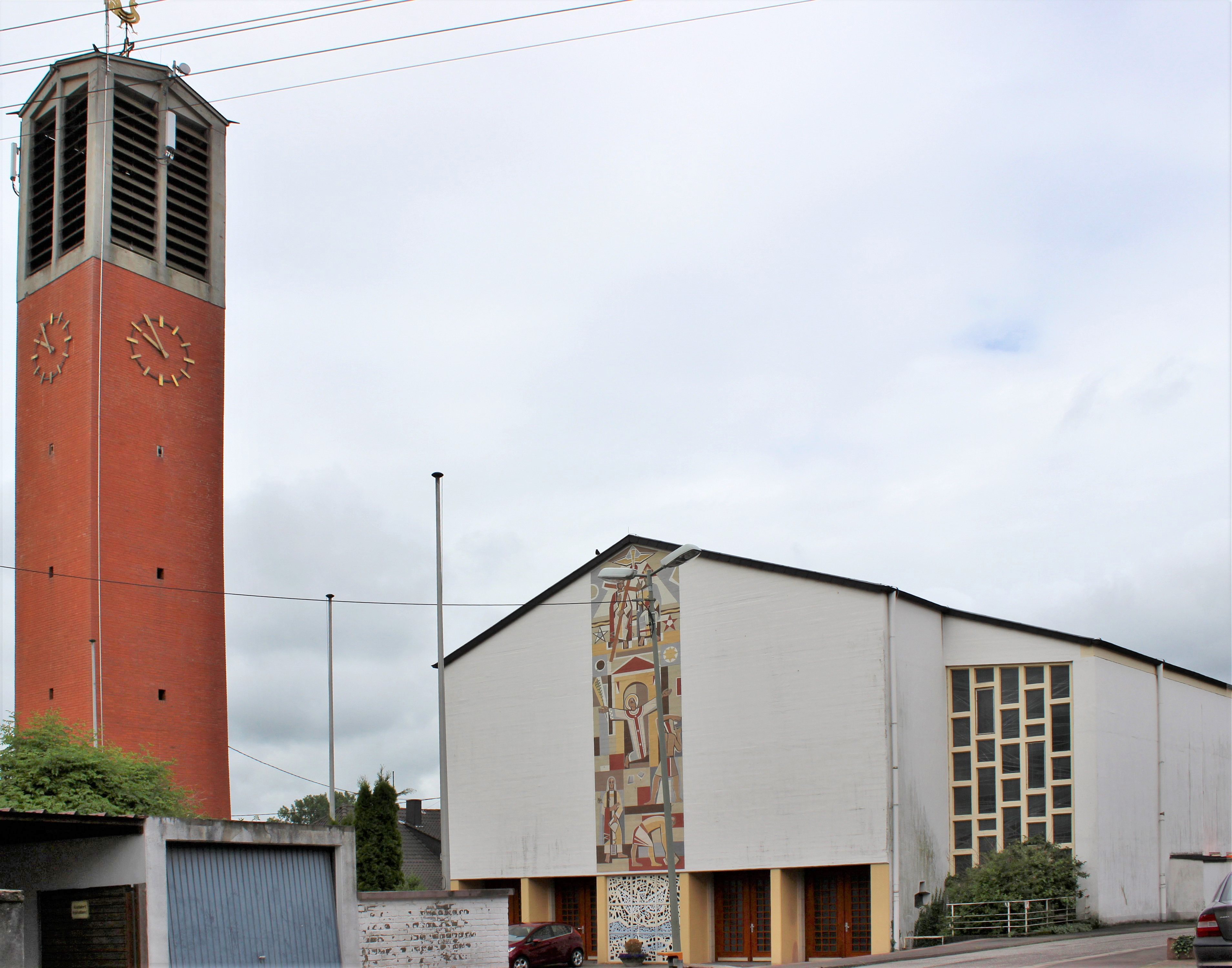
Die katholische Pfarrkirche St. Stephanus in Schmelz

Die Kirche St. Stephanus ist eine römisch-katholische Pfarrkirche im saarländischen Schmelz, Landkreis Saarlouis. Sie trägt das Patrozinium des heiligen Stephanus.

## Geschichte

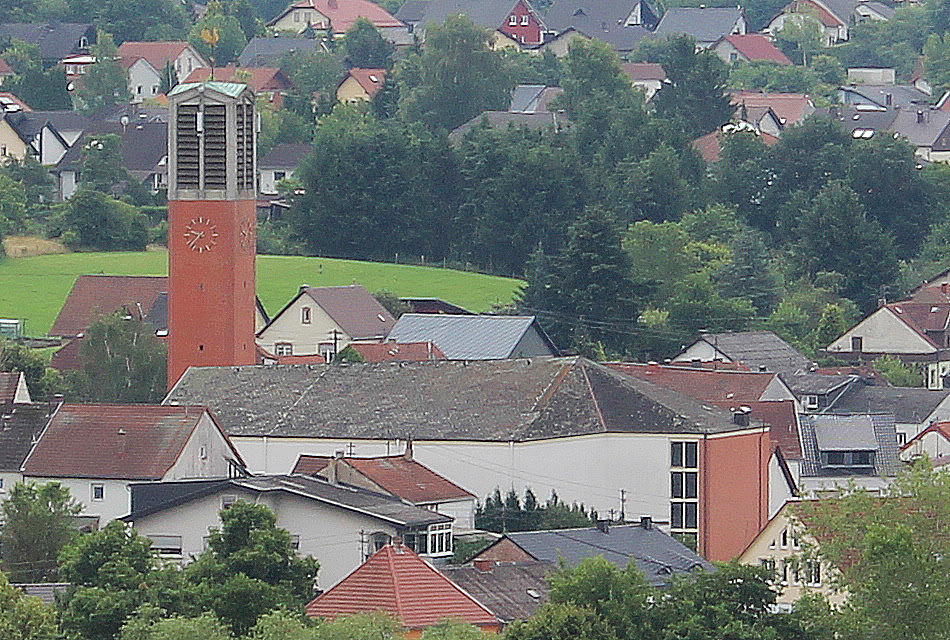
Weitere Ansicht der Kirche

Für das heutige Kirchengebäude wurde 1959 eine im Jahr 1755 errichtete Kirche mitsamt Kirchturm aus romanischer Zeit, der mehrere Vorgängerbauten überdauert hatte, abgerissen. Grund für den Abriss war durch Bevölkerungswachstum entstandener Platzmangel in der alten Kirche, die zuvor in den Jahren 1945 bis 1947 noch einer Restaurierung zwecks Beseitigung von durch den Zweiten Weltkrieg verursachten Schäden und einer Ausmalung unterzogen wurde.
In den Jahren 1959 bis 1961 erfolgte der Bau der Kirche, für deren Entwurf und Gestaltung der Architekt Toni Laub (Saarwellingen) verantwortlich zeichnete.

## Kirchengebäude
Das von Toni Laub entworfene Kirchengebäude bietet 1150 Personen Platz. Es handelt sich um eine große Halle, mit 39 Meter langem Schiff, die sich vom Eingang her trapezförmig erweitert und sich dann zum Altarraum hin wieder verengt. Die braune, hölzerne Decke wird zum Altar hin immer höher, während sich gleichzeitig der Fußboden nach vorne hin absenkt. So wird eine Öffnung zum Altar hin bewirkt. Im Innenraum gibt es keine sichtbaren tragenden Elemente wie Säulen oder Pfeiler, sodass von jedem Platz in der Kirche ein freier Blick auf den Altar gewährleistet ist.
Im getrennt vom eigentlichen Kirchengebäude stehenden Kirchturm befinden sich drei Glocken und eine kleine Kriegsgedächtniskapelle.

## Ausstattung

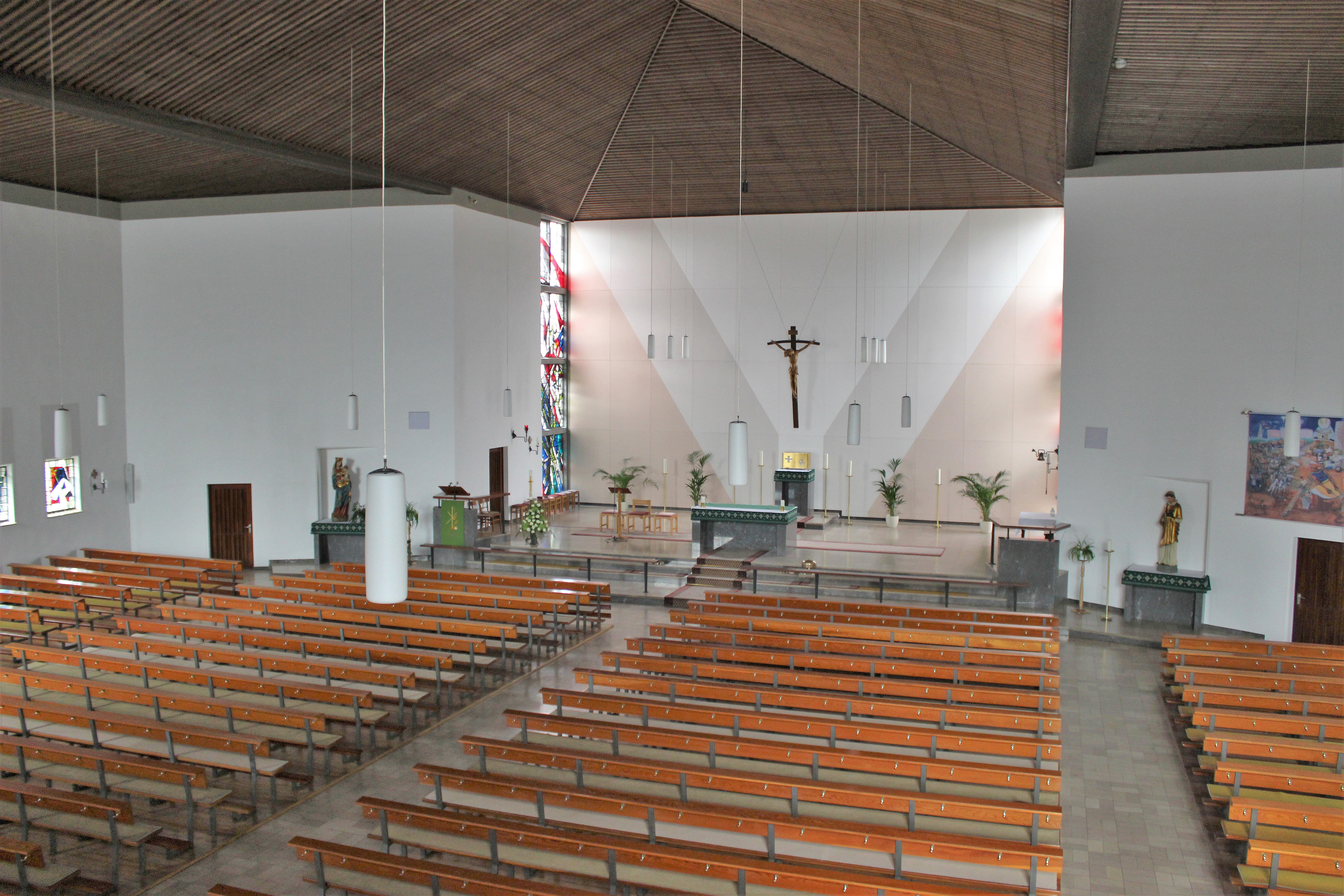
Blick ins Innere der Kirche

Zur Ausstattung der Kirche gehört das Kruzifix hinter dem Altar, das wie die Figur des heiligen Stephanus auf dem rechten Seitenaltar, noch aus der früheren Kirche stammt. Bei der Darstellung der heiligen Familie auf der linken Seite handelt es sich um eine Schnitzarbeit aus den 1960er Jahren. Der Altar wurde aus Kalkmarmor gefertigt.
In Augenhöhe reihen sich an den Seitenwänden kleine, quadratische Fenster auf, die nicht nur als Lichtquelle dienen, sondern auch die Kreuzwegstationen darstellen. Diese Fenster entwarf Glaskünstler Jakob Schwarzkopf (Trier), die dann von der Firma Binsfeld (Trier) im Jahr 1961 ausgeführt wurden. Auch das Fenster zwischen den Eingangstüren halb versenkten Taufkapelle und die beiden hohen Fenster im Altarraum stammen von Schwarzkopf.
Das Wandbild an der Außenwand der Eingangsfassade, das die Steinigung des Kirchenpatrons Stephanus darstellt, ist ein Werk des Malers Nikolaus Josef Schmitt (Nennig) und entstand 1962.

## Orgel

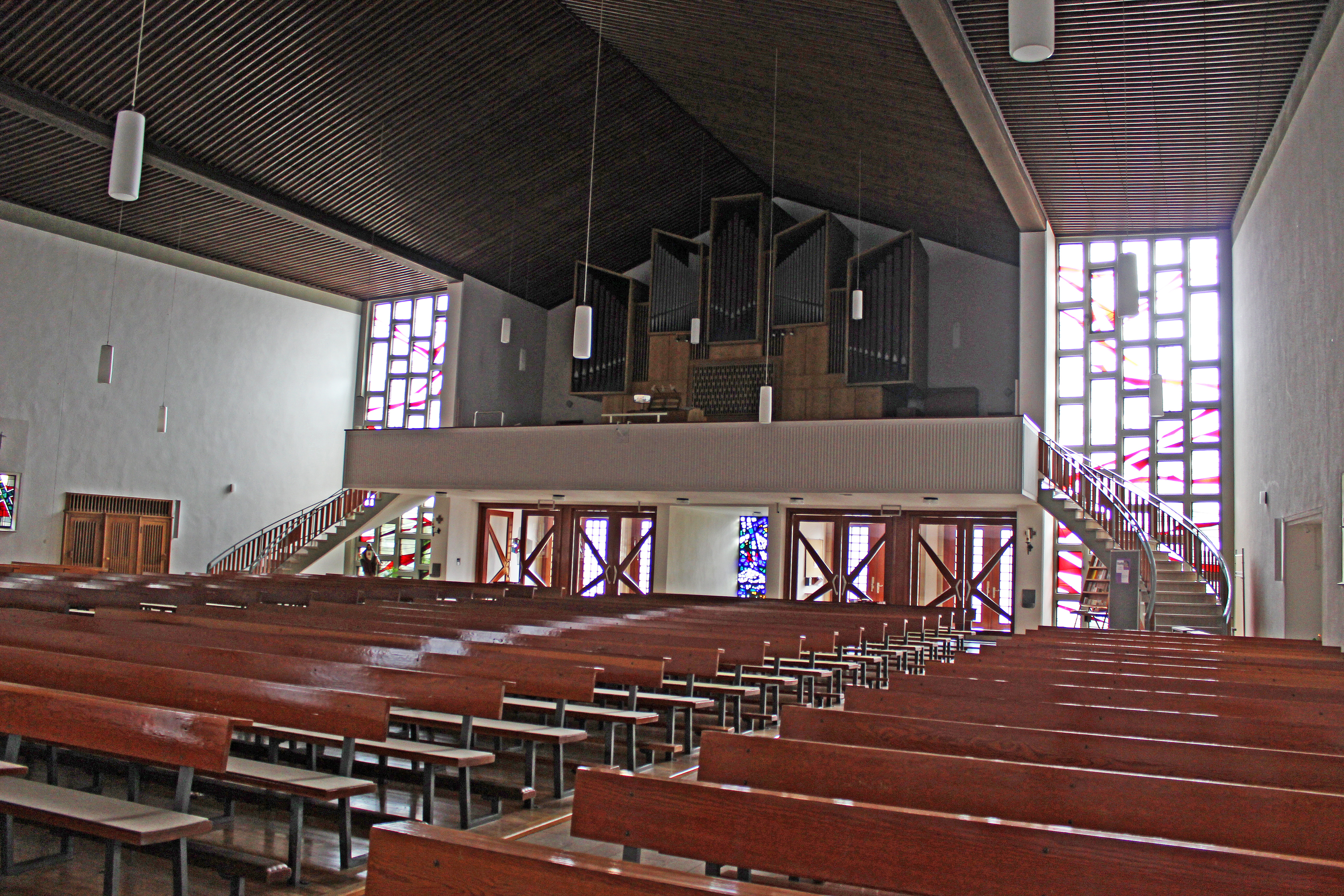
Blick zur Orgelempore

Die Orgel der Kirche wurde 1966 von der Firma Späth (Mengen) erbaut. Das auf einer Empore aufgestellte Schleifladen-Instrument verfügt über 28 (29) Register, verteilt auf 2 Manuale und Pedal. Die Spieltraktur ist mechanisch, die Registertraktur ist elektrisch. Die Disposition lautet wie folgt:
| I Hauptwerk C–g3 |              |       |
| 1.               | Pommer       | 16′   |
| 2.               | Prinzipal    | 8′    |
| 3.               | Rohrflöte    | 8′    |
| 4.               | Weidenpfeife | 8′    |
| 5.               | Oktave       | 4′    |
| 6.               | Blockflöte   | 4′    |
| 7.               | Nasat        | 2 ⁄3′ |
| 8.               | Nachthorn    | 2′    |
| 9.               | Mixtur VI    |       |
| 10.              | Cornett V    |       |
| 11.              | Trompete     | 8′    |

| II Schwellpositiv C–g3 |                 |       |
| 12.                    | Singend Gedeckt | 8′    |
| 13.                    | Quintade        | 8′    |
| 14.                    | Prinzipal       | 4′    |
| 15.                    | Gemshorn        | 4′    |
| 16.                    | Waldflöte       | 2′    |
| 17.                    | Sifflöte        | 1 ⁄3′ |
| 18.                    | Schwiegel       | 1′    |
| 19.                    | Scharff IV      |       |
| 20.                    | Dulzian         | 8'    |
|                        | Tremolo         |       |

| Pedal C–f1 |                                    |     |
| 21.        | Prinzipalbass                      | 16′ |
| 22.        | Subbass                            | 16′ |
|            | Zartbass (Windabschwächung Nr. 22) | 16′ |
| 23.        | Oktavbass                          | 8′  |
| 24.        | Gedecktbass                        | 8′  |
| 25.        | Choralbass                         | 4′  |
| 26.        | Hintersatz IV                      |     |
| 27.        | Posaune                            | 16′ |
| 28.        | Trompete                           | 8′  |

- Koppeln: II/I, I/P, II/P
- Spielhilfen: 2 freie Kombinationen, 1 freie Pedalkombination, Tutti, Zungengeneralabsteller, Zungeneinzelabsteller, Registercrescendotritt